# جيمس تايلور جونيور
جيمس تايلور جونيور (بالإنجليزية: James Taylor)‏ هو مصرفي أمريكي، ولد في 1769 في مقاطعة كارولاين في الولايات المتحدة، وتوفي في 1848.